# Écorchés vifs
Pour plus de détails, voir Fiche technique et Distribution.
Écorchés vifs (Scorticateli vivi) est un film d'action italien sorti en 1978, réalisé par Mario Siciliano.

## Synopsis
Le colonel Franz Kübler mène une équipe de mercenaires dans un pays africain. Il est approché par son demi-frère, Rudy, qui a un besoin urgent d'argent et qui est persuadé qu'il possède des diamants.

## Fiche technique
- Titre français : Écorchés vifs[1]
- Titre original italien : Scorticateli vivi
- Genres : Film d'action, film d'aventure
- Réalisation : Mario Siciliano
- Scénario : Mario Siciliano, Amedeo Mellone
- Musique : Stelvio Cipriani
- Production : Mario Siciliano pour Metheus Film
- Photographie : Gino Santini
- Montage : Otello Colangeli
- Décors : Amedeo Mellone
- Maquillage : Luciana Blegini
- Durée : 95 min
- Format d'image : 1.85:1
- Pays de production :  Italie
- Année de sortie : 1978
- Langue originale : italien
- Distribution en Italie : Movietele
- Inédit à Paris, distribué dans le Sud-Est de la France[1]

## Distribution
- Bryan Rostron : Rudy
- Mario Novelli (sous le pseudo d'Anthony Freeman) : Barnay
- Giuseppe Castellano (sous le pseudo de Thomas Kerr) : Arthur
- Pier Luigi Giorgio : Fred